# 張登 (唐朝)
張登（8世纪—807年），南陽(今屬河南)人，唐朝官员。
建中元年（780年）為轉運從事，歷官監察御史。貞元初，任河南士曹參軍，累官殿中侍御史、江淮轉運鹽鐵院事。貞元十七年（801年），任漳州刺史。元和二年（807年），因“暴狠贪冒，擅赋百姓”，被部人蔡佗舉發，朝廷下命調查，不久死於獄中。